# Stactobia olgae
Stactobia olgae är en nattsländeart som beskrevs av Martynov 1927. Stactobia olgae ingår i släktet Stactobia och familjen smånattsländor. Inga underarter finns listade i Catalogue of Life.